# Yoshimitsu Banno
Yoshimitsu Banno, (in giapponese: 坂野義光), anche conosciuto come Yoshimitsu Sakano (Imabari, 30 marzo 1931 – Kawasaki, 7 maggio 2017), è stato un regista, sceneggiatore e produttore cinematografico giapponese.

## Biografia

### Carriera
Yoshimitsu Banno si è formato alla Toho sotto la guida di registi come Hiromichi Horikawa, Mikio Naruse, Kengo Furusawa e Seiji Maruyama. Nel 1970 fu lanciato dalla Toho come regista e il risultato fu Birth of the Japanese Islands, proiettato all'Expo 70 di Osaka, che ottenne ascolti record.
Il successo ottenuto dal suo primo film lo avvicinò a Tomoyuki Tanaka, produttore della serie Godzilla, il quale lo contattò per cercare di dare nuovo smalto al franchise. Quello che ne uscì dal lavoro di Banno fu Godzilla - Furia di mostri, un film d'avanguardia da alcuni accolto calorosamente, ma che in patria non riscosse quanto sperato, ragion per cui la Toho si convinse di togliere al regista i privilegi fino ad allora elargiti per favorine l'ascesa nel cinema.
Riportò parzialmente alla rosa la sua carriera, riscrivendo e fungendo da regista di seconda unità per Nosutodoramusu no Daiyogen (1974). Si avvicinò alla serie Godzilla altre due volte negli anni settanta, ma le sue idee furono respinte perché troppo radicali per la linea seguita dallo studio.
Appesa al chiodo la maglia da regista, trovò posto negli anni seguenti come regista ed esecutivo nello sviluppo di progetti; negli anni recenti è stato fra le principali forze trainanti dell'ambizioso JAPAX Project, un processo 70 mm destinato a competere con l'IMAX.

#### Il nuovo Godzilla
Nei piani della Sony era prevista la realizzazione di un sequel diretto al Godzilla di Roland Emmerich del 1998, ma ogni progetto fu abbandonato dopo che gli incassi al botteghino internazionale non convinsero i produttori. Tuttavia, nel maggio 2003, la Sony riopzionò i diritti cinematografici del personaggio, pur non comunicando quali fossero le intenzioni.
Nel 2007, alcuni produttori giapponesi si impossessarono nuovamente dei diritti annunciando un film su Godzilla in IMAX 3D, poi completamente rielaborato dopo l'entrata nel progetto di Brian Rogers e la Legendary Pictures.
Nel marzo 2010, Thomas Tull della Legendary annunciò, tramite un comunicato stampa al giornale Entertainment Weekly, d'aver ottenuto dai Toho Studios i diritti cinematografici di Godzilla, che sarebbero stati sfruttati per la realizzazione di un nuovo film sul mostro, indipendente da quello di Emmerich ma più vicino alle versioni giapponesi, previsto per il 2012 e prodotto con la collaborazione della Warner Bros., che lo avrebbe distribuito fuori dal Giappone, coperto dalla Toho. A produrre il riavvio: Brian Rogers, Roy Lee e Dan Lin. In accordo con Tull, il nuovo film avrebbe reso «giustizia a quegli elementi essenziali che hanno permesso al personaggio di rimanere rilevante nella cultura pop per così tanto tempo» e «l'approccio della Legendary sarà il più autentico possibile, sia nei personaggi che nel film stesso». Secondo Rogers, Godzilla possibilmente si sarebbe scontrato con altre creature del suo universo mitologico. Ad offrire supporto ai nomi della Legendary Pictures, Yoshimitsu Banno, Kenji Okuhira furono incaricati produttori esecutivi per la Toho.

## Filmografia

### Regista
- Birth of the Japanese Islands (1970)
- Godzilla - Furia di mostri (Godzilla vs. Hedorah) (1971)

### Sceneggiatore
- Godzilla - Furia di mostri (Godzilla vs. Hedorah) (1971)
- Catastrofe (Nosutoradamusu no daiyogen) (1974)
- Il mago di Oz (Ozu no mahôtsukai) (1982)
- Tekuno porisu 21C (1982)

### Produttore
- Il mago di Oz (Ozu no mahôtsukai) (1982)
- Godzilla (2014)
- Godzilla II - King of the Monsters (Godzilla: King of the Monsters), regia di Michael Dougherty (2019)
- Godzilla vs. Kong (2021), regia di Adam Wingard